# Athyrium

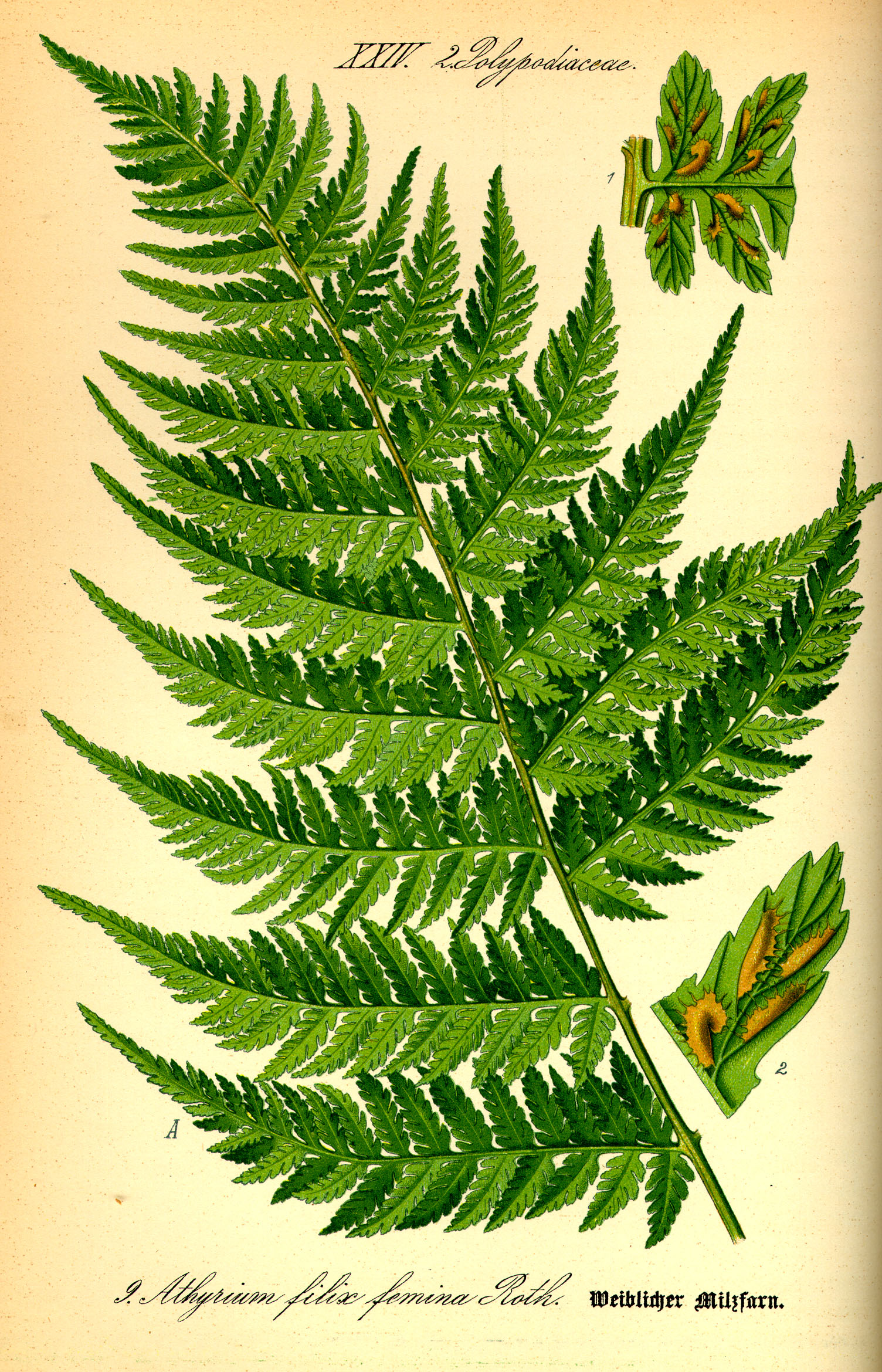
Ilustração do século XIX de A. filix-femina.

Athyrium é um género que agrupa cerca de 180 espécies de fetos terrestres, com uma distribuição cosmopolita.  Está incluído na família Athyriaceae, na ordem Polypodiales.

## Descrição
São pteridófitos com rizomas suberectos, curtos, espessos, ramificados, com páleas largamente lanceoladas, castanho-escuras, translúcidas, com paredes celulares finas. Frondes fasciculadas; pecíolo dilatado na base; lâmina várias vezes dividida, geralmente lanceolada, glabra, de nervuras livres; pínulas proximais - pelo menos nos folíolos basais - mais desenvolvidas que as vizinhas. Indúsio virguliforme a reniforme, por vezes rudimentar e caduco, ou sem indúsio, por vezes ligado lateralmente à cintura. Esporos monoletes, elipsoidais..
O género foi descrito por Albrecht Wilhelm Roth  e publicado em Tentamen Florae Germanicae 3(1): 31, 58–59. 1800. A espécie tipo é Athyrium filix-femina.
O nome do género vem do grego "'a-"' ('sem') e do grego latinizado thyreos ('escudo'), descrevendo o seu indúsio discreto (cobertura do soro). A espécie mais conhecida é Athyrium filix-femina.
As espécies de Athyrium são utilizadas como plantas alimentares pelas larvas de algumas espécies de Lepidoptera, incluindo as espécies Euplexia lucipara e Sthenopis auratus.

## Espécies
Estão listadas cerca de 180 espécies validamente descritas, entre as quais:
- Athyrium adpressum
- Athyrium alpestre
- Athyrium angustum
- Athyrium anisopterum
- Athyrium araiostegioides
- Athyrium arisanense
- Athyrium asplenioides
- Athyrium atkinsonii
- Athyrium attenuatum
- Athyrium auriculatum
- Athyrium austro-orientale
- Athyrium austro-yunnanense
- Athyrium biseralatum
- Athyrium bomicola
- Athyrium brevifrons
- Athyrium brevisorum
- Athyrium bucahwangense
- Athyrium caudipinna
- Athyrium chingianum
- Athyrium christensenii
- Athyrium clarkei
- Athyrium clivicola
- Athyrium criticum
- Athyrium cryptogrammoides
- Athyrium delavayi
- Athyrium delicatulum
- Athyrium densisorum
- Athyrium dentilobum
- Athyrium devolii
- Athyrium dissitifolium
- Athyrium distentifolium
- Athyrium drepanopterum
- Athyrium dubium
- Athyrium duthiei
- Athyrium epirachis
- Athyrium erithrocaulon
- Athyrium erythropodum
- Athyrium fallaciosum
- Athyrium fangii
- Athyrium filix-femina
- Athyrium fimbriatum
- Athyrium fissum
- Athyrium flabellulatum
- Athyrium flavicoma
- Athyrium flexile
- Athyrium fragile
- Athyrium fujianense
- Athyrium giganteum
- Athyrium goeringianum
- Athyrium guangnanense
- Athyrium haleakalae
- Athyrium himalaicum
- Athyrium hirtirachis
- Athyrium huhsienense
- Athyrium imbricatum
- Athyrium iseanum
- Athyrium kanghsienense
- Athyrium kenzo-satakei
- Athyrium kuratae
- Athyrium leiopodum
- Athyrium liangwangshanicum
- Athyrium mackinnonii
- Athyrium macrocarpum
- Athyrium medium
- Athyrium medogense
- Athyrium melanolepis
- Athyrium mengtzeense
- Athyrium multidentatum
- Athyrium nakanoi
- Athyrium nephrodioides
- Athyrium nigripes
- Athyrium niponicum
- Athyrium nyalamense
- Athyrium oppositipinnum
- Athyrium otophorum
- Athyrium pachyphlebium
- Athyrium pachyphyllum
- Athyrium pachysorum
- Athyrium parapellucidum
- Athyrium pectinatum
- Athyrium pellucidum
- Athyrium pseudo-filix-femina
- Athyrium pubicostatum
- Athyrium rachidosorum
- Athyrium reflexipinnum
- Athyrium roseum
- Athyrium rotundilobum
- Athyrium rubripes
- Athyrium rupicola
- Athyrium sessile
- Athyrium sikkimense
- Athyrium silvicolum
- Athyrium sinense
- Athyrium stenopodum
- Athyrium strigillosum
- Athyrium submacrocarpum
- Athyrium subrigescens
- Athyrium supraspinescens
- Athyrium tenuicaule
- Athyrium tenuifolium
- Athyrium tibeticum
- Athyrium tozanense
- Athyrium vidalii
- Athyrium tripinnatum
- Athyrium viviparum
- Athyrium wallichianum
- Athyrium wardii
- Athyrium wuliangshanense
- Athyrium yokoscense
- Athyrium yui
- Athyrium yunnanense